# Breg pri Zagradcu
Breg pri Zagradcu je naselje v Občini Ivančna Gorica.